# Todavía me amas
«Todavía me amas» es el segundo sencillo del tercer álbum We Broke the Rules del grupo de bachata Aventura. 
La canción alcanzó gran reconocimiento en muchos países de habla hispana y alcanzó el número 1 en el Billboard.

## Contenido
La canción trata de un hombre que asegura que su ex novia todavía lo ama, mientras que la chica insiste en alejarse de él sin razón aparente.